# San Romano
San Romano is een plaats (frazione) in de Italiaanse gemeente San Miniato.